# Тётоку
Тётоку (яп. 長徳 тё:току, долгая благодать) — девиз правления (нэнго) японского императора Итидзё с 995 по 999 год .

## Продолжительность
Начало и конец эры:
- 22-й день 2-й луны 6-го года Сёряку (по юлианскому календарю — 25 марта 995 года);
- 13-й день 1-й луны 5-го года Тётоку (по юлианскому календарю — 1 февраля 999 года).

## Происхождение
Название нэнго было заимствовано у древнекитайского философа-конфуцианца Ян Сюна:「唐虞長徳、而四海永懐」.

## События
- 995 год (1-й год Тётоку) — распространение эпидемии во всей Японии. Умер Фудзивара-но Мититака. Начало внутренней борьбы за высшие придворные должности между четырьмя ветвями рода Фудзивара, получившей название «Тётоку-но-хэн» (яп. 長徳の変);
- 995 год (1-й год Тётоку) — Фудзивара-но Митинага назначен удайдзином[6];
- 996 год (7-я луна 2-го года Тётоку) — Фудзивара-но Митинага стал садайдзином, Фудзивара-но Акимицу — удайдзином[7].

## Сравнительная таблица
Ниже представлена таблица соответствия японского традиционного и европейского летосчисления. В скобках к номеру года японской эры указано название соответствующего года из 60-летнего цикла китайской системы гань-чжи. Японские месяцы традиционно названы лунами.
| 1-й год Тётоку (Деревянная Коза)   | 1-я луна*      | 2-я луна   | 3-я луна  | 4-я луна*              | 5-я луна  | 6-я луна* | 7-я луна  | 8-я луна*             | 9-я луна    | 10-я луна* | 11-я луна  | 12-я луна*   |                |
| ---------------------------------- | -------------- | ---------- | --------- | ---------------------- | --------- | --------- | --------- | --------------------- | ----------- | ---------- | ---------- | ------------ | -------------- |
| Юлианский календарь                | 3 февраля 995  | 4 марта    | 3 апреля  | 3 мая                  | 1 июня    | 1 июля    | 30 июля   | 29 августа            | 27 сентября | 27 октября | 25 ноября  | 25 декабря   |                |
| 2-й год Тётоку (Огненная Обезьяна) | 1-я луна       | 2-я луна*  | 3-я луна  | 4-я луна*              | 5-я луна  | 6-я луна* | 7-я луна  | 7-я луна (високосная) | 8-я луна*   | 9-я луна   | 10-я луна* | 11-я луна    | 12-я луна*     |
| Юлианский календарь                | 23 января 996  | 22 февраля | 22 марта  | 21 апреля              | 20 мая    | 19 июня   | 18 июля   | 17 августа            | 16 сентября | 15 октября | 14 ноября  | 13 декабря   | 12 января 997  |
| 3-й год Тётоку (Огненный Петух)    | 1-я луна       | 2-я луна*  | 3-я луна* | 4-я луна               | 5-я луна* | 6-я луна  | 7-я луна  | 8-я луна              | 9-я луна*   | 10-я луна  | 11-я луна* | 12-я луна    |                |
| Юлианский календарь                | 10 февраля 997 | 12 марта   | 10 апреля | 9 мая                  | 8 июня    | 7 июля    | 6 августа | 5 сентября            | 5 октября   | 3 ноября   | 3 декабря  | 1 января 998 |                |
| 4-й год Тётоку (Земляная Собака)   | 1-я луна*      | 2-я луна   | 3-я луна* | 4-я луна*              | 5-я луна  | 6-я луна* | 7-я луна  | 8-я луна              | 9-я луна*   | 10-я луна  | 11-я луна  | 12-я луна*   |                |
| Юлианский календарь                | 31 января 998  | 1 марта    | 31 марта  | 29 апреля              | 28 мая    | 27 июня   | 26 июля   | 25 августа            | 24 сентября | 23 октября | 22 ноября  | 22 декабря   |                |
| 5-й год Тётоку (Земляная Свинья)   | 1-я луна       | 2-я луна*  | 3-я луна  | 3-я луна* (високосная) | 4-я луна* | 5-я луна  | 6-я луна* | 7-я луна              | 8-я луна*   | 9-я луна   | 10-я луна  | 11-я луна    | 12-я луна*     |
| Юлианский календарь                | 20 января 999  | 19 февраля | 20 марта  | 19 апреля              | 18 мая    | 16 июня   | 16 июля   | 14 августа            | 13 сентября | 12 октября | 11 ноября  | 11 декабря   | 10 января 1000 |

* звёздочкой отмечены короткие месяцы (луны) продолжительностью 29 дней. Остальные месяцы длятся 30 дней.